# Mesomphix cupreus
Mesomphix cupreus är en snäckart som först beskrevs av Rafinesque 1831.  Mesomphix cupreus ingår i släktet Mesomphix och familjen Zonitidae. Inga underarter finns listade i Catalogue of Life.